# Borislav Drljača
Borislav „Bora” Drljača (Donja Suvaja, 29. kolovoza, 1941. – 11. listopada, 2020.), bio je srbijanski folk pjevač. 
Poznat je po brojnim kontroverzama vezanim uz iznošenje velikosrpskih i četničkih stavova te po slavljenju tzv. „Krajine” zbog kojih su njegovi nastupi u Hrvatskoj bili zabranjivani. Jedna od njegovih poznatih pjesama je i ona u kojoj se slavi kapetan Dragan i Radovan Karadžić.

## Životopis
Rođen je u Donjoj Suvaji nedaleko Bosanske Krupe u srpskoj obitelji oca Branka i majke Stoje. Otac Branko bio je ekonom, poslovođa u trgovini i matičar.
Drljača je uz pjevanje svirao i gitaru. Za života je dobio status Istaknutog umjetnika. Nagrađen za interpretaciju na festivalima Miholjsko leto u Šapcu i na Moravskim biserima. Pjevao na brojnim festivalima te nastupao u Srbiji i među srpskom dijasporom. Prodao je preko pet milijuna nosača zvuka. Snimio je preko 50 albuma s preko 400 pjesama i brojne singlice za Diskos, RTB i Jugoton. Pjevao je u duetima sa Žarkom Glišićem, Miloradom Gagićem, Zoricom Brunclik, Bajom Malim Knindžom, Erom Ojdanićem, Dobrivojem Topalovićem, Dragicom Filipović Gagom i Vesnom Rivas.
Živio je kao udovac u Novome Beogradu sve dok nije umro od raka debelog crijeva 11. listopada 2020.

## Diskografija
Albumi
- 1973.: Sarajevo divno mesto
- 1974.: Za Ljubav Tvoju
- 1975.: Ti si sve što želim
- 1976.: Krajišnici gde ćemo na prelo
- 1977.: Nas dva brata oba ratujemo
- 1978.: Pjevaj mi, pjevaj sokole
- 1980.: Bora i Gordana Runjajić
- 1981.: Bora Drljača
- 1982.: Jugosloven
- 1984.: Nas dvoje veže ljubav
- 1985.: Hitovi Jugodisk
- 1985.: Čovjek sam iz naroda
- 1986.: Pjevaj srce
- 1988.: Alal vera majstore
- 1990.: Ko te uze zlato moje
- 1990/91.: Krajino, Krajino
- 1991.: Ja sam čovek za tebe
- 1991.: Ne dam Krajine
- 1995.: Nema raja bez rodnoga kraja
- 1996.: Krajišnik sam ja
- 1998.: Sine, sine
- 1999.: Rača II
- 2002.: Car ostaje car
- 2004.:  Bora Drljača uživo
- 2004.: Stari vuk
- 2007.: Brbljivica

## Festivali
- 1969. Ilidža - Usamljen lutam
- 1970. Beogradski sabor - Pozdravljam te
- 1970. Ilidža - Ljubav je radost najveća
- 1971. Beogradski sabor - Sve za ljubav ja sam dao
- 1971. Ilidža - Zaborav, zaborav
- 1972. Beogradski sabor - Živjeti se mora
- 1974. Beogradski sabor - Od sinoć te čekam
- 1975. Hit parada - Podkozarko djevojko
- 1975. Beogradski sabor - Dobar dan
- 1975. Jugoslovenski festival Pariz - Nas dvoje smo srećni
- 1976. Hit parada - Sliku tvoju na grudima držim
- 1976. Beogradski sabor - Nit' je kasno nit' opasno
- 1977. Hit leta - Dal' ću tebi ili ćeš ti meni
- 1978. Hit parada - Ako jednom ljubav prođe
- 1979. Hit parada - Kume, izgore ti kesa
- 1980. Ilidža - Prijo moja kako ćemo
- 1980. Hit parada - Zapjevajmo veselo
- 1983. Hit parada - Jugosloven
- 1984. MESAM - Hej jarani, zora sviće
- 1986. Hit parada - Čovek iz naroda
- 2001. Moravski biseri - Jao mala, šta nam radiš (duet s Erom Ojdanićem)
- 2002. Moravski biseri - Sve su žene za promene
- 2008. Moravski biseri - Supermeni (duet s Erom Ojdanićem)
- 2009. Moravski biseri - Grešila si u životu
- 2011. Lira, festival nove narodne pesme - Rođen za promene
- 2011. Moravski biseri - Ja sam taj
- 2014. Miholjsko leto, Šabac - Što me nisi čekala još malo, nagrada za interpetaciju
- 2014. Moravski biseri - Neka tebi bude dobro, nagrada za interpretaciju
- 2015. Moravski biseri - Banja Luko pozdravi Krajinu

## Vanjske poveznice
- Bora Drljača na Discogsu